# Bulbophyllum afzelii
Bulbophyllum afzelii är en orkidéart som beskrevs av Rudolf Schlechter. Bulbophyllum afzelii ingår i släktet Bulbophyllum och familjen orkidéer.
Artens utbredningsområde är Madagaskar.

## Underarter
Arten delas in i följande underarter:
- B. a. afzelii
- B. a. microdoron